# Adrenochrom
Adrenochrom ist ein rötlich-violett gefärbtes Oxidationsprodukt von Adrenalin. Es entsteht unter Einfluss von Sauerstoff oder Enzymen, kann pigmentartige Eigenschaften zeigen und wurde im Zusammenhang mit oxidativem Stress sowie der potenziellen Bildung von Neuromelanin im Gehirn untersucht, ist jedoch nicht an der regulären Hautmelaninbiosynthese beteiligt. Es wurde 1952 im Zuge klinischer Studien zum Verständnis der Schizophrenie und deren Behandlung näher untersucht. Es gehört zur chemischen Gruppe der Aminochrome und ist mit dem Adrenolutin verwandt, das ähnliche Eigenschaften besitzt.

## Geschichte
Anfang der 1950er Jahre erforschte man verschiedene Mittel zur Behandlung von psychischen Krankheiten. A. Hoffer und H. Osmond stellten u. a. die Hypothese auf, dass das körpereigene Adrenochrom, das man in den 1940er Jahren entdeckte, die „Phantasie“ von schizophrenen Persönlichkeiten beflügele und somit entscheidend zum Krankheitsbild beitrage. Diese Hypothese bezeichneten sie als Adrenochrom-Hypothese.
Im Zuge ihrer Studien zum Eingriff in den körpereigenen Adrenochrom-Haushalt zur Behandlung schizophrener Persönlichkeiten wurde auch fälschlich die halluzinogene Wirkung von Adrenochrom behauptet. Diese Wirkung schien der von LSD und Meskalin sehr ähnlich, wenn auch nicht so potent. Hoffer und Osmond stellten daraufhin auch die Hypothese auf, dass LSD und Meskalin die körpereigene Produktion von Adrenochrom ankurbeln würden und dies somit erst für deren halluzinogene Wirkung verantwortlich sei. Ihre Studien zur halluzinogenen Wirkung beschrieben sie 1967 in ihrem gemeinsamen Fachbuch „The Hallucinogens“.
Die Adrenochrom-Hypothese wurde zur Aminochrom-Hypothese weiterentwickelt und beschrieb nach der Auffassung von Hoffer und Osmond am besten die biochemischen Vorgänge bei der Entstehung der Schizophrenie, auch Cadet und Lohr kamen 1987 zu dem gleichen Schluss.

## Entstehung und Abbau
Adrenochrom entsteht sowohl im menschlichen Körper in geringen Mengen als auch an der Luft durch Oxidation von Adrenalin. Die Bildung im Körper erfolgt durch Superoxid-Anionen und kann durch das Enzym Superoxiddismutase verhindert werden. An der Luft zerfällt das Adrenochrom sehr schnell in andere Substanzen, wenn es nicht entsprechend gelagert wird. Im Körper wird es durch das Enzym Glutathion-S-Transferase mit Glutathion konjugiert und abgebaut.
Bei der Langzeitbehandlung mit adrenalinhaltigen Augentropfen kann es zu dunklen Ablagerungen von Adrenochrom in der Hornhaut kommen.

## Herstellung
Adrenochrom kann durch Oxidation von Adrenalin mit Silber(I)-oxid (Ag2O) erhalten werden.
Daneben kann Adrenalin auch mit CTADC (Cetyltrimethylammoniumdichromat) zu Adrenochrom oxidiert werden.

## Populärkultur

### Mediale Rezeption
Durch Rückgriff auf die überholte Fehleinschätzung einer psychoaktiven Wirksamkeit der Substanz erlangte Adrenochrom eine gewisse öffentliche Bekanntheit durch das Buch Fear and Loathing in Las Vegas von Hunter S. Thompson und dessen Verfilmung sowie durch das Lied Adrenochrome der britischen Band The Sisters of Mercy, erschienen auf der B-Seite der Body-Electric-EP von 1982, nachdem der Topos bereits 1954 von Aldous Huxley in Die Pforten der Wahrnehmung sowie 1962 von Anthony Burgess in Uhrwerk Orange erwähnt worden war.
Auch in der Episode Dämonen der Vergangenheit der Krimiserie Lewis – Der Oxford Krimi sowie dem Hollywood-Thriller From Hell spielt die Substanz als Droge eine Rolle.
2020 veröffentlichte die Antilopen Gang ein Album mit dem Titel Adrenochrom. Der deutsche Rapper DCVDNS behandelte die Substanz in seinem ebenfalls 2020 erschienenen Lied Epstein Island, das Jeffrey Epsteins Privatinsel Little Saint James thematisiert.

### Verschwörungstheorien
Adrenochrom ist zudem Bestandteil einer Reihe zeitgenössischer Verschwörungstheorien wie der Satanic Panic oder Pizzagate von 4chan und QAnon. Diese Theorien behaupten die Existenz unterirdischer Lager, in denen Kindern die vermeintlich verjüngende Substanz abgezapft werde, vergleichbar mit altertümlichen Ritualmordlegenden. Da sich das Stoffwechselprodukt jedoch leicht durch die Oxidation von Adrenalin gewinnen lässt, wäre eine Extraktion aus dem menschlichen Körper unwirtschaftlich. Im deutschsprachigen Raum griff Xavier Naidoo das Thema auf.